# Tahmasp I
Tahmasp I (en persa: شاه تهماسپ یکم) (Isfahán, 22 de febrero de 1514 – Qazvín, 14 de mayo de 1576) fue un influyente Sah de la dinastía safávida. Su reinado, que fue el más largo de todos los soberanos de su dinastía, estuvo marcado por la continua guerra con el Imperio Otomano y el gasto de los recursos del Imperio.
El comienzo de su reinado comenzó con disputas entre los jefes tribales Qizilbash por ser los regentes de Tahmasp, quien solo tenía 10 años cuando llegó al trono. Sin embargo, Tahmasp supo reafirmar su poder cuando llegó a la adultez y comenzó a modernizar el Imperio Safávida introduciendo elementos europeos a la sociedad iraní de aquella época. Entre las medidas introducidas estuvo la maximización de las capas sociales y una redistribución de la administración real.
Las disputas fronterizas con los otomanos por un lado y con los uzbekos por otro marcaron el reinado de Tahmasp como una época de mucho menor progreso de lo que habría podido ser, ya que Tahmasp tuvo que gastar grandes cantidades de oro para mantener la resistencia militar contra los otomanos en la guerra que estuvo en vigor durante 24 años, hasta que firmó la paz de Amasya, a la que siguieron 30 años de paz que permitieron a Tahmasp volver a centrarse en la modernización del Imperio y en potenciar su escasa industria.

## Biografía

### Regencia (1524-1533)
Tahmasp era hijo del Shah Ismaíl I y Shah-Begi Khanum (conocida bajo el nombre de Tajlu Khanum) de la tribu turcomana Mawsillu. Tenía sólo 10 años de edad cuando sucedió a su padre Ismaíl, fundador de la dinastía safávida. Demasiado joven para gobernar en su propio nombre, Tahmasp quedó bajo el control de los Qizilbash (unión de las tribus turcomanas). Ante las discrepancias sobre quién debía ser el regente estalló en 1526 una sangrienta guerra civil entre las diferentes facciones. Div Rumlu salió victorioso, pero su mayor aliado, Chuha Takkalu, se volvió contra él y puso al shah en su contra. El 5 de julio de 1527 cuando el sultán Div llegó para una reunión del gobierno, Tahmasp disparó una flecha contra él: como no logró matarlo, los partidarios del shah lo remataron.
Chuha se convirtió en regente. Los uzbekos, se habían aprovechado de la guerra civil para invadir el noreste de la provincia de Jorasán. En 1528 Chuha y el sah marcharon con su ejército para recuperar el control de la región. A pesar de que derrotaron a los uzbecos en una batalla cerca de Jam, Tahmasp estaba disgustado por la cobardía que, para él, Chuha había mostrado durante el combate.
Entre 1530 y 1531 se enfrentaron las facciones de Takkalu y Shamlu. Los segundos consiguieron matar a Chuha. Los takkalus, viéndose menos influyentes ante la pérdida de Chuha, intentaron raptar al shah, pero no lo consiguieron. Ante ello, Tahmasp respondió ordenando una masacre de la tribu Takkalu, tras la cual estos jamás recuperaron su influencia.
El líder de la facción Shamlu, el khan Husáin, asumió la regencia pero, en 1533, Tahmasp sospechó de su lealtad y supo que estaba conspirando para derrocarlo y lo condenó a muerte. Tahmasp ahora tenía la edad suficiente y había ganado la confianza suficiente para gobernar en su propio derecho.

### Política y amenazas del exterior (1533-1553)

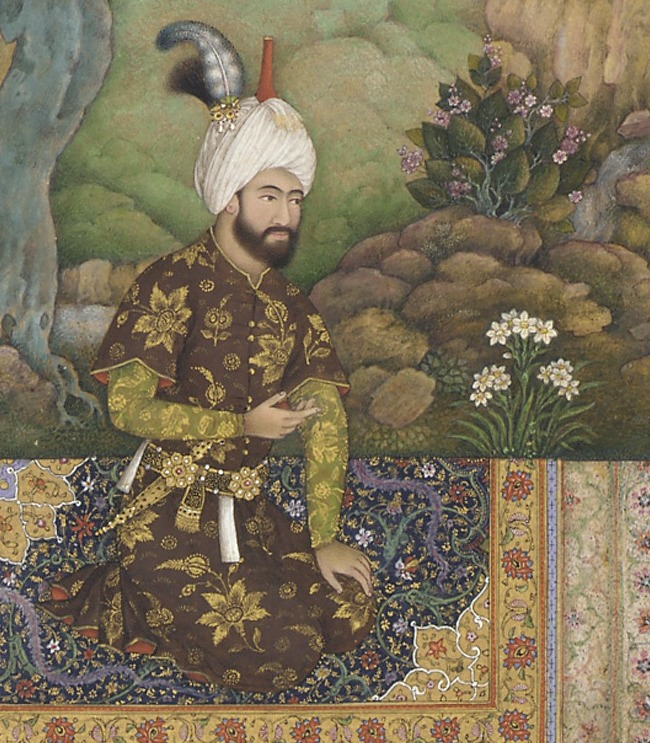
Cuadro sobre Tahmasp I.

El 18 de febrero de 1529, Carlos V, profundamente alarmado por el avance otomano hacia Viena, envió nuevamente una carta desde Toledo al rey Ismaíl, quien había muerto en 1524 y había sido reemplazado por Tahmasp I, suplicando una distracción militar, continuando así la alianza de Habsburgo-Persa, iniciada anteriormente. Su embajador ante el Shah fue el caballero de San Juan Balbi, y se formó una alianza con el objetivo de atacar al Imperio Otomano en el oeste y el este al año siguiente. Tahmasp también respondió expresando su amistad al Emperador. Se tomó así la decisión de atacar al Imperio Otomano en ambos frentes, pero Balbi tardó más de un año en regresar al Imperio iraní, y para entonces la situación había cambiado en Irán, ya que se vio obligado a hacer la paz con el Imperio Otomano debido a una insurrección de los uzbekos Shaybánidas.
Casi al mismo tiempo, los emisarios también fueron enviados a Irán por el rey Fernando, en la persona de Pietro da Negro y Simon de Lillis, sin éxito. Otras legaciones fueron enviadas en 1532 y 1533. Estos intercambios fueron efectivamente seguidos, sin embargo, por la larga Guerra Otomano-Safávida (1532-1555). Desde ese momento, tan pronto como los otomanos lanzaran una campaña europea, serían atacados por los iraníes en su frontera oriental, obligando a Suleimán a regresar rápidamente a su capital.
Mientras tanto, el rey Francisco I de Francia, enemigo de los Habsburgo, y Suleimán el Magnífico avanzaban con una alianza franco-otomana, formalizada en 1536, que contrarrestaría la amenaza de los Habsburgo. En 1547, cuando Suleimán el Magnífico atacó Irán, Francia le envió al embajador Gabriel de Luetz para que lo acompañara en su campaña. Gabriel de Luetz pudo dar un consejo militar decisivo a Suleimán, como cuando aconsejó la colocación de artillería durante el Sitio de Van.

#### Guerra Otomano-Safávida
Las disputas internas del Imperio safávida favorecieron que sus enemigos, los otomanos y los uzbekos, invadieran su territorio durante el reinado de Tahmasp. Los otomanos se encontraban en pleno apogeo bajo el mando de Solimán I "el Magnífico". Tahmasp sabía que la lucha con los otomanos no sería igual que con los uzbekos, a quienes podía vencer. Los otomanos eran superiores numéricamente y tenían oficiales muy experimentados en luchas contra potencias muy superiores a los safávidas, como Austria o España, así que tomó la decisión de no plantar cara en la medida de lo posible en batallas a campo abierto y optó por reforzar sus núcleos y fortalezas mientras llevaba a cabo estrategias de tierra quemada.
En 1534, Solimán invadió Irán con una fuerza de 200 000 hombres y 300 piezas de artillería. Tahmasp sólo pudo alinear 7000 hombres (de dudosa lealtad) y algunos cañones. Los otomanos se apoderaron de la capital safávida, Tabriz, y capturaron la gran ciudad de Bagdad. Tahmasp puso en marcha su táctica, que le costó a las fuerzas otomanas 30 000 hombres que perecieron atravesando los Montes Zagros. Ante las pérdidas, Solimán abandonó la campaña y la suavizó durante poco tiempo antes de finalizar por completo la táctica de conquista total.
Con la retirada de Solimán, Tahmasp pudo usar sus escasas fuerzas para recuperar territorios previamente tomados por los otomanos y rehacer el país antes de la siguiente campaña de Solimán.
Solimán intentó explotar la deslealtad del hermano de Tahmasp, Alqas, quien fue gobernador de la provincia fronteriza de Shirvan. Alqas se había rebelado durante los enfrentamientos y, temiendo la ira de su hermano, huyó a la corte otomana. Alqas convenció a Solimán de que si invadía a los safávidas, él se alzaría y derrocaría a Tahmasp, asegurando el gobierno del Imperio Safávida como estado satélite de los otomanos.
En 1548, Solimán y Alqas entraron en Irán con un gran ejército, pero Tahmasp ya había "quemado la tierra" alrededor de Tabriz y los otomanos no pudieron encontrar suficientes suministros para sustentarse. Alqas penetró más en Irán, pero las ciudades de Isfahán y Shiraz se negaron a abrir sus puertas. Ante ello, Alqas se vio obligado a retirarse a Bagdad, donde los otomanos lo abandonaron al ver la repulsa de los safávidas. Capturado por los safávidas, su vida fue perdonada, pero fue condenado a pasar el resto de la misma en la prisión de la fortaleza de Qahqaha.
Durante la invasión otomana definitiva de Irán en 1553, Tahmasp tomó la iniciativa y derrotó al Pasha de Trípoli, Iskander Pasha cerca de Erzurum, también capturó uno de los favoritos de Solimán, Sinan Beg. Esto convenció a Solimán para llegar a un acuerdo en la Paz de Amasya en 1555.
El tratado supuso una paz duradera entre ambos imperios; sin embargo, Tahmasp tomó la precaución de transferir su capital de Tabriz a Qazvin, que estaba más lejos de la frontera.
Entre 1540 y 1553, Tahmasp llevó a cabo campañas militares en la región del Cáucaso, la inclusión de población de esa región nutrió aún más la etnografía safávida y contribuyó a su plan de aumentar las castas sociales.

### El reinado tras las guerras, refugiados reales: Bayezid y Humayun
En 1544, el emperador mogol, Humayun, huyó a la corte de Tahmasp después de haber sido derrocado por el rebelde pastún Sher Shah Suri (Sher Khan). Tahmasp insistió en que el sunita Humayun se convirtiera al chiismo antes de ayudarlo. Humayun aceptó a regañadientes y también le cedió a Tahmasp la importante ciudad de Kandahar a cambio de la asistencia militar iraní contra los herederos de Sher Khan. En 1555, había recuperado su trono.
Humayun no fue la única figura real que buscó refugio en la corte de Tahmasp. Surgió una disputa en el Imperio Otomano sobre quién iba a suceder al anciano Solimán el Magnífico. La esposa de Suleiman, Hürrem Sultan, estaba ansiosa porque uno de sus hijos se convirtiera en el próximo sultán. Bayezid se caracterizaba por su temperamento y su agresividad, algunos comparándolo con su abuelo Selim I, a quien Solimán temía, aunque sin su prudencia e inteligencia, mientras que Selim era más calmado y similar a su padre, lo que hacía que este prefiriera a este último y no le hiciera mucha gracia el primero, de hecho, la única persona capaz de calmar el temperamento, palabras y acciones de Bayezid, era su madre Hürrem, y por esto se cree que fue su mayor partidaria aunque lo más probable era que no quisiera apoyar a uno por encima del otro si no, inclinar la balanza para mantener vivo a su hijo.
Tras el fallecimiento del príncipe Mustafa, Bayezid empezó a temer correr la misma suerte que él, y debido a sus repetidas imprudencias, Solimán decidió enviar a ambos hijos a nuevas provincias y colocar a su nietos Orhan y Murad en provincias también, algo que Selim obedeció de inmediato y Bayezid con desconfianza.
En Amasya, Bayezid molestó constantemente a su padre con sus acciones, ya que su madre ya había fallecido y no podía seguir ocultando sus errores.
En 1553, las provincias orientales eran inestables por eso Bayezid aprovechó y reclutó un ejercito, contra Selim, y no está claro si contra su padre también o no, pero debido a esto, Süleyman no le reconocería jamás como heredero.
En mayo de 1559, ambos ejércitos lucharon en la llanura de Konya, Selim con su ejercito principesco al que se unió el ejercito imperial, y Bayezid con su ejercito principesco. La batalla duró dos días con victoria de Selim, tras lo que Bayezid huyó a Amasya, donde escribió una carta a su padre pidiendo perdón, a la que esté contestó diciéndole que sólo le perdonaría si ejecutaba a aquellos que le llevaron por el mal camino, pero este desobedeció la orden, decapitando solo a tres de su séquito.
Solimán ordenó repetidamente a su hijo que se desarmara pero Bayezid no lo hizo, con que fue nombrado rebelde por el sultán por lo que a Bayezid ya no le quedaba otro camino que la rebelión y ganar el trono o morir en el intento.
En 1559, Bayezid llegó a Qazvín (Imperio persa), donde huyó para evitar su ejecución y donde Tahmasp le dio una cálida bienvenida, tensionando las relaciones diplomáticas de ambos estados que tan solo habían vivido el encontronazo de la batalla de Chaldiran. Solimán estaba ansioso por negociar el regreso de su hijo, pero Tahmasp rechazó sus promesas y amenazas hasta que, en 1561, Solimán se comprometió con él. En septiembre de ese año, Tahmasp y Bayezid estaban disfrutando de un banquete en Tabriz cuando Tahmasp fingió repentinamente que había recibido noticias de que el príncipe otomano estaba involucrado en un complot contra su vida. Una multitud enojada se reunió y Tahmasp hizo arrestar a Bayezid, alegando que era por su propia seguridad. Tahmasp luego entregó el príncipe al embajador otomano. Poco después, Bayezid fue asesinado por agentes enviados por su propio padre.
Tras las guerras con los otomanos, los armenios, los georgianos y los uzbekos, Tahmasp se dedicó a encaminar su reinado con la intención de mejorar el país, invirtiendo sobre todo en la industria y en el potencial de las ciudades como grandes núcleos económicos mejor conectados entre sí.
También intentó mejorar en las relaciones exteriores, por ejemplo, con el Imperio mogol con el cual el Imperio safávida mantenía cierta rivalidad por la región de Kandahar.

### Muerte y sucesión
Tahmasp murió en 1576, tras dos años viviendo bastante enfermo. Se sabe que murió envenenado, pero no si el envenenamiento fue premeditado o accidental. A su muerte, como se esperaba, estalló la lucha entre las distintas facciones de la corte. Entre sus dos hijos de etnia turcomana, Haydar e Ismaíl, este último salió triunfante como y fue coronado como Shah Ismaíl II.
| Predecesor: Ismail I | Shah del Imperio Safávida 1524-1576 | Sucesor: Ismail II |